# شعب كهوتا
- খোট্টা
- کھوٹّا

شعب كهوتا هم مجتمع مسلم صغير يعيشون في ولاية البنغال الغربية الهندية.

## الأصل
يُرجع الكهوتا أصلهم إلى مقاطعتي دربنغا ومظفربور في ولاية بيهار. كانوا يُصنفون سابقًا على أنهم من مسلمي داس، وقد هاجروا شرقًا إلى ولاية البنغال الغربية حيث عُرفوا باسم كهوتا. يعود وجودهم في البنغال إلى عدة عقود، وقد ورد ذكرهم في رواية سريكانتا لسارات شاندرا تشاتوبادياي  من القرن العشرين.

## الثقافة
مسلمو الكهوتا هم بشكل عام يتزوجون زواج الأقارب ولكن في الآونة الأخيرة حدثت زيجات خارج عشائرهم. لديهم لوك سانغيت (حفل غنائي) الخاص بهم، والطقوس الجنائزية، والزيجات وما إلى ذلك التي لها سمات وميزات خاصة بمجتمعهم فقط. لديهم عادات غذائية خاصة مثل كادوكا وغيلابهات و غوربهاتا و شيناكا غيلابهات وبالو إلخ.